# 연경당
연경당(演慶堂)은 창덕궁에 있는 조선시대의 건축물이다. 2012년 8월 16일 대한민국의 보물 제1770호로 지정되었다. ‘연경(演慶)’은 경사가 널리 퍼진다는 뜻이다.

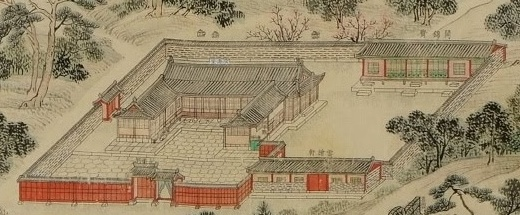
초축 당시 〈동궐도〉에 그려진 모습.

효명세자가 순조와 순원왕후를 위해 잔치를 베풀고자 1827～1828년(순조 27～28)경에 민간의 사대부가를 모방하여 지은 건물이다. 사대부 주택 형식을 취한 연경당은 건물배치와 공간구성 등을 유교사상에 맞도록 철저하게 적용시켰으며, 민가형태이면서도 궁궐의 조영법식과 기술력을 바탕으로 세련되게 꾸민 가구와 세부양식 등이 궁궐건축 고유의 품격을 잘 보여주고 있어 한국주택 연구에 귀중한 자료이다.

## 부속

### 선향재
선향재(善香齋)는 연경당 동쪽에 자리한 건물로 책을 보관하거나 독서하기 위해 건축되었다.

### 농수정
농수정(濃繡亭)은 선향재 동북쪽에 있는 정자이다.

## 갤러리

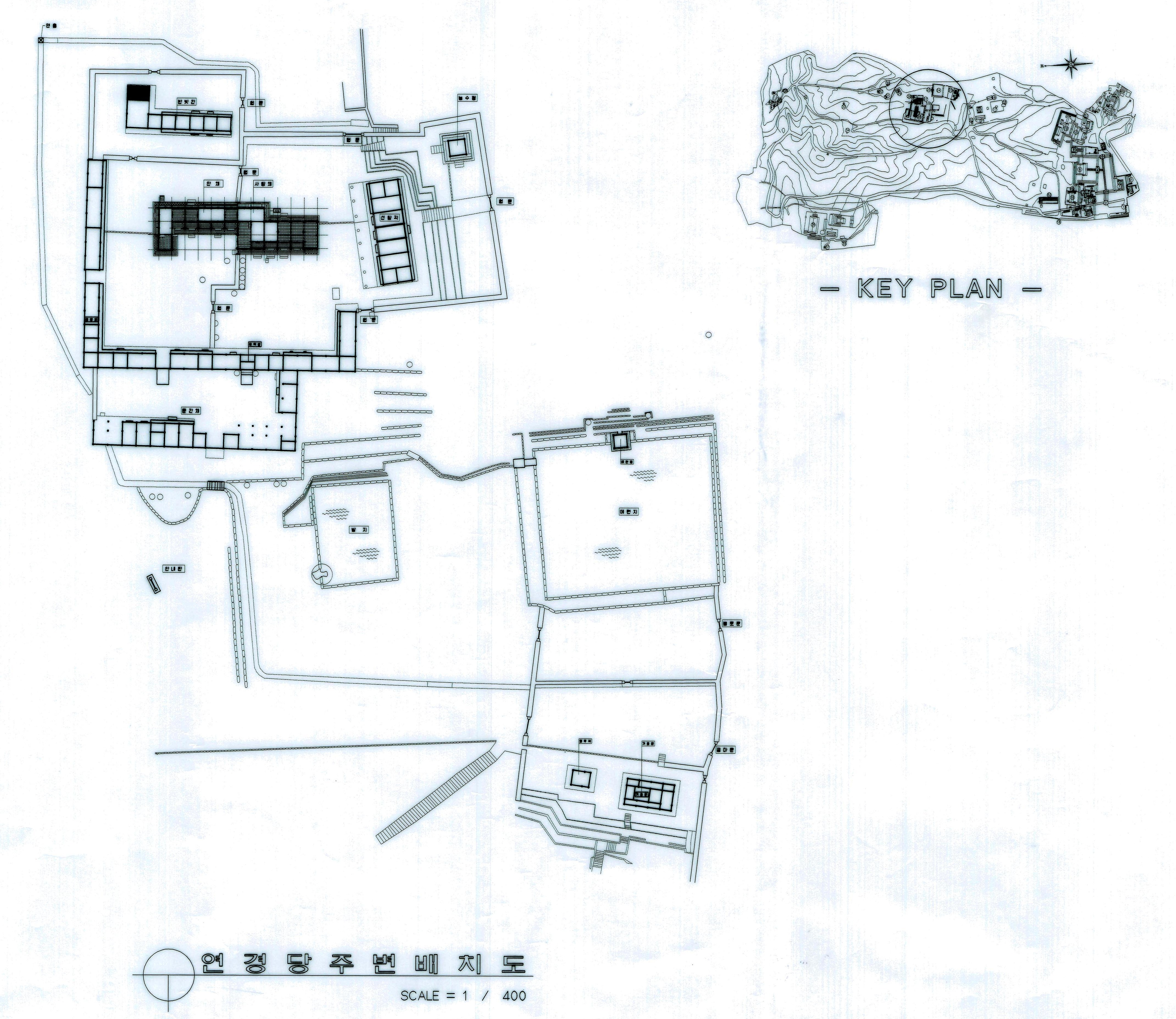
연경당과 그 주변의 도면
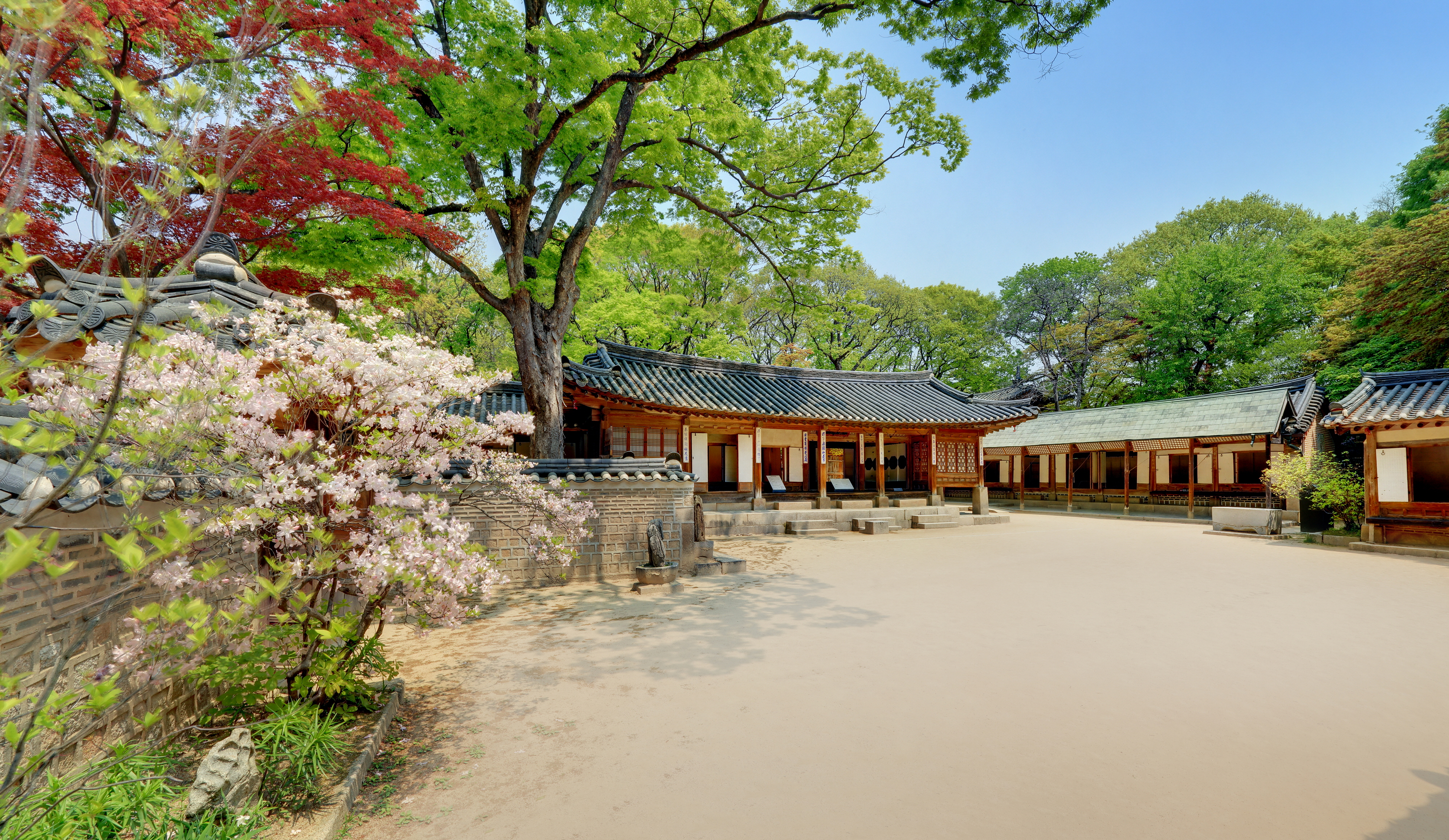
연경당 사랑채 (문화재청)

## 같이 보기
- 창덕궁

## 참고 자료
- 연경당 - 국가유산청 국가유산포털
- 이 문서에는 문화재청에서 공공누리 제1유형으로 배포된 자료를 바탕으로 한 내용이 포함되어 있습니다.